# Editor de particiones

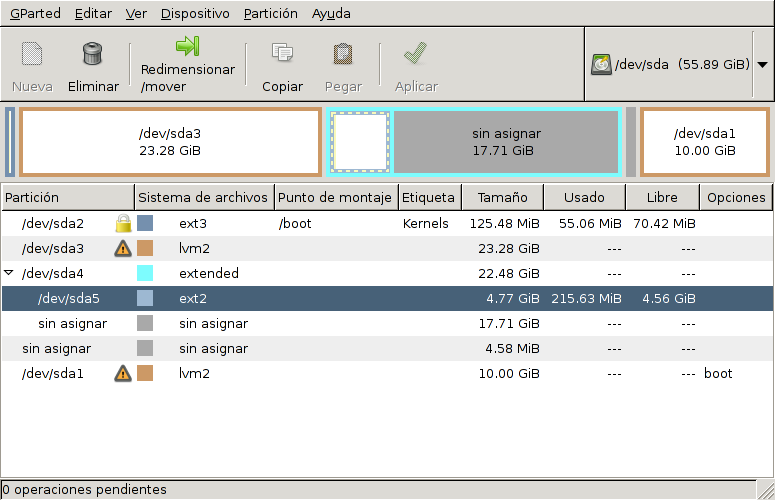
GParted, un popular editor de particiones.

Un editor de particiones es una utilidad diseñada para ver, crear, alterar y borrar particiones de disco en sistemas de almacenamiento, ya sean discos duros, memorias USB u otros sistemas de almacenamiento. 
Una partición es una sección o segmento del espacio de un sistema de almacenamiento. Segmentando un dispositivo en varias particiones es posible aislar unos datos de otros, y permite la coexistencia de varios sistemas operativos.
Una unidad puede ser dividida en múltiples particiones, o varias de éstas en una. Los programas de edición de particiones pueden usarse para reducir una partición, o para combinar el espacio de dos o más particiones en una sola.